# 国立病院機構箱根病院
独立行政法人国立病院機構箱根病院（どくりつぎょうせいほうじんこくりつびょういんきこうはこねびょういん）は、神奈川県小田原市にある医療機関。独立行政法人国立病院機構が運営する病院である。旧国立療養所箱根病院。政策医療分野における神経・筋疾患の専門医療施設である。
戦前は、日中戦争により負傷した戦傷脊損患者を収容した歴史をもち、戦傷脊損療養所としては全国唯一の施設だった。旧箱根療養所時代の歴史資料については、日本傷痍軍人会が運営していた「しょうけい館」（戦傷病者史料館、東京都千代田区）に展示されている。
敷地内には社会福祉法人風祭の森太陽の門福祉医療センターおよび、学校法人湘南ライナス学園がある他、現在使用されていない施設も複数ある。

## 沿革
- 1907年　陸軍省所管廃兵院が東京予備病院渋谷分院設置
- 1923年　内務省へ移管
- 1934年　傷兵院と改称
- 1936年　神奈川県足柄下郡（現在の小田原市)に移転
- 1938年　厚生省外局移管、傷兵保護院所属
- 1939年　軍事保護院に改称
- 1940年　軍事保護院が傷痍軍人箱根療養所併設、日中戦争による戦傷脊損患者を収容(東京第一陸軍病院より)
- 1945年　厚生省医務局所属、国立箱根療養所と改称
- 1946年　厚生省附属機関となる
- 1975年　国立療養所箱根病院と改称
- 1981年　附属リハビリテーション学院発足
- 2001年　厚生労働省へ移管
- 2004年　附属リハビリテーション学院が閉校、独立行政法人へ移行、独立行政法人国立病院機構箱根病院発足
- 2005年　附属リハビリテーション学院のあった休閑施設を、学校法人湘南ライナス学園に賃借

## 診療科
神経内科、内科、整形外科、リハビリテーション科、泌尿器科ほか

## 医療機関の指定等
- 保険医療機関
- 労災保険指定医療機関
- 指定自立支援医療機関（更生医療・育成医療）
- 身体障害者福祉法指定医の配置されている医療機関
- 生活保護法指定医療機関
- 戦傷病者特別援護法指定医療機関
- 原子爆弾被爆者医療指定医療機関

## 交通アクセス
- 箱根登山電車風祭駅より徒歩2分